# Vilhelm Schaldemose
Vilhelm Schaldemose (født 18. november 1866 i København, død 4. december 1933 sammesteds) var en dansk kirurg.
Schaldemose, der blev cand. med. 1890, gjorde den sædvanlige hospitalstjeneste, var reservelæge ved Diakonissestiftelsen og ved Frederiks Hospital (1898—1902), rejste udenlands 1902—03 og var prosector chirurgiæ 1903—06, Dr. med. 1904 (Om Blærepapillomerne). Efter konkurrence blev han docent i kirurgi november 1906, ekstraordinær professor 1908, ordentlig professor november 1913. Overkirurg ved Frederiks Hospital havde han været fra november 1906. Når Schaldemose nød stor berømmelse som kirurg, skyldtes det ikke blot, at han var en fortrinlig knoglekirurg, men også, at han i henseende til strumaoperationer var for Danmark, hvad Kocher var for Schweiz, og at han sammen med professor Viggo Christiansen gjorde diagnosen og behandlingen ad operativ vej af hjernesvulsterne betydelig sikrere end den tidligere havde været, så at resultaterne, der blandt andet fremlagdes i Paris, var af en didtil ukendt godhed og overalt vakte den største opsigt. Schaldemose udgav 1925 De oblitererende Operationsmetoder.